# Густав
Густав (мађ. Gusztáv), мађарско мушко име шведског порекла. Значење имена је борба + подршка, ослонац или другачије ослонац Гота. 

## Варијација
-

## Имендани
- 16. јануар.
- 14. април.
- 1. август.
- 2. август.
- 8. август.

## Варијације имена
-,
-,
-.

## Познате личности
-, француски композитор (1860-1956),
-, француски сликар,
-, француски сликар (1832-1883),
-, француски инжењер (1832-1923),
-, француски писац (1821-1880),
-, немачки физичар и нобеловац,
-, немачки физичар,
-, аустријски композитор,
-, енглески композитор.

### Владари
-, шведски краљ,
-, шведски краљ,
-, шведски краљ,
-, шведски краљ,
-, шведски краљ,
-, шведски краљ.

### Остало
- - личност из мађарског цртаног филма.
- - личност из америчког цртаног филма.